# Денеш Варга
Денеш Варга (мађ. Varga Dénes; Будимпешта, Мађарска, 29. март 1987) је мађарски ватерполиста. Тренутно наступа за Вашаш.